# Vùng đô thị New York
New York–Bắc New Jersey–Long Island, thường được gọi là Miền Ba-tiểu bang hay trong tiếng Anh là Tri-State Region, là một vùng đô thị đông dân nhất tại Hoa Kỳ và cũng là một trong các vùng đô thị đông dân nhất trên thế giới.
Vùng đô thị này được định nghĩa theo Cục điều tra dân số Hoa Kỳ là Vùng thống kê đô thị Hoa Kỳ New York-Bắc New Jersey-Long Island, NY-NJ-PA với dân số ước tính trong năm 2007 là 18.815.988 người. Vùng thống kê đô thị này được chia thành bốn phân vùng đô thị. Vùng đô thị 23 quận này gồm có 10 quận trong Tiểu bang New York trong đó có 5 quận của Thành phố New York, hai quận khác của Long Island, và ba quận trong Hạ Thung lũng Hudson, 12 quận thuộc Bắc và Trung New Jersey, và 1 quận thuộc đông bắc Pennsylvania. Đô thị lớn nhất tại Hoa Kỳ là khu trung tâm của vùng đô thị này, được gọi là Đô thị New York--Newark, NY--NJ--CT (có dân số khoảng 17.799.861 theo điều tra dân số Hoa Kỳ năm 2000).
Dựa vào các mô hình đáp xe ra vào vùng đô thị, Cục điều tra dân số Hoa Kỳ cũng định nghĩa một vùng rộng lớn hơn bao gồm Vùng đô thị New York và 5 vùng đô thị cận kề thành Vùng thống kê kết hợp New York-Newark-Bridgeport, NY-NJ-CT-PA với một dân số ước tính là vào khoảng 21.961.994 cho đến thời điểm năm 2007. Khoảng 1/14 tổng dân số Hoa Kỳ sống trong vùng này. Có thêm 7 quận tại New York, New Jersey, và Connecticut được cộng vào vùng thống kê kết hợp này và nó thường được gọi là Vùng Ba-tiểu bang và ít thông dụng hơn Miền Ba-tiểu bang, không kể Pennsylvania. Tuy nhiên, khu vực thị trường phát sóng truyền hình Thành phố New York cũng tính cả Quận Pike, Pennsylvania.
Miền rộng lớn hơn gồm có thành phố lớn nhất Hoa Kỳ (Thành phố New York), 5 thành phố lớn nhất của New Jersey (Newark, Thành phố Jersey, Elizabeth, Paterson, và Trenton) và 2 thành phố lớn nhất của Connecticut (Bridgeport và New Haven). Tổng diện tích của vùng đô thị mở rộng là 11.842 dặm vuông (30.671 km²).

## Thành phần của vùng đô thị

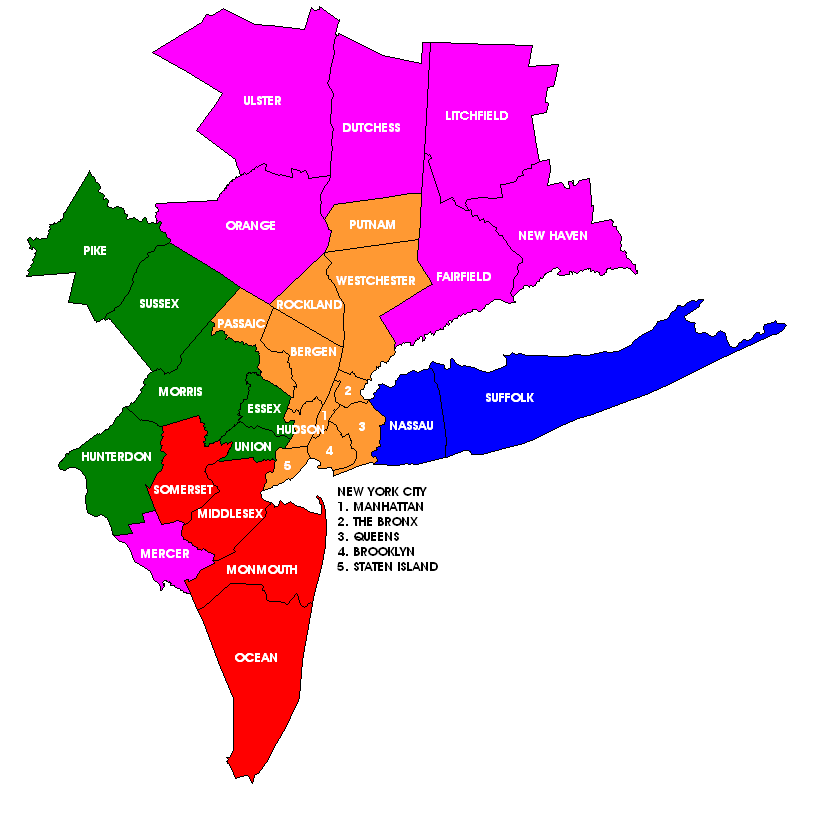
Vùng thống kê đô thị New York-Bắc New Jersey-Long Island, NY-NJ-CT
Phân vùng đô thị New York-White Plains-Wayne, NY-NJ
Phân vùng đô thị Nassau-Suffolk, NY
Phân vùng đô thị Newark-Union, NJ-CT
Phân vùng đô thị Edison-New Brunswick, NJ
Phần còn lại của Vùng thống kê kết hợp New York-Newark-Bridgeport, NY-NJ-CT

Các quận và nhóm quận bao gồm vùng đô thị New York được liệt kê phía dưới cùng với con số ước tính dân số năm 2005 của Cục điều tra dân số Hoa Kỳ.
Vùng thống kê đô thị New York-Bắc New Jersey-Long Island, NY-NJ-PA (18.709.802)
- Phân vùng đô thị New York-White Plains-Wayne, NY-NJ (11.482.569)
  - Quận Kings, NY (2.486.235)
  - Quận Queens, NY (2.241.600)
  - Quận New York, NY (1.593.200)
  - Quận Bronx, NY (1.357.589)
  - Quận Westchester, NY (940.807)
  - Quận Bergen, NJ (902.561)
  - Quận Hudson, NJ (603.521)
  - Quận Passaic, NJ (499.060)
  - Quận Richmond, NY (464.573)
  - Quận Rockland, NY (292.916)
  - Quận Putnam, NY (100.507)
- Phân vùng đô thị Nassau-Suffolk, NY (2.808.064)
  - Quận Suffolk (1.474.927)
  - Quận Nassau (1.333.137)
- Phân vùng đô thị Edison-New Brunswick, NJ (2.303.709)
  - Quận Middlesex (789.516)
  - Quận Monmouth (635.952)
  - Quận Ocean (558.341)
  - Quận Somerset (319.900)
- Phân vùng đô thị Newark-Union, NJ (2.152.978)
  - Quận Essex, NJ (791.057)
  - Quận Union, NJ (531.457)
  - Quận Morris, NJ (490.593)
  - Quận Sussex, NJ (153.130)
  - Quận Hunterdon, NJ (130.404)
- Vùng thống kê đô thị Bridgeport-Stamford-Norwalk, CT (902.775)
  - Quận Fairfield (903.291)
- Vùng thống kê đô thị New Haven-Milford, CT (846.766)
  - Quận New Haven (846.766)
- Vùng thống kê đô thị Poughkeepsie-Newburgh-Middletown, NY (667.742)
  - Quận Orange (372.893)
  - Quận Dutchess (294.849)
- Vùng thống kê đô thị Trenton-Ewing, NJ (366.256)
  - Quận Mercer (366.256)
- Vùng thống kê tiểu đô thị Torrington, CT (190.071)
  - Quận Litchfield (190.071)
- Vùng thống kê đô thị Kingston, NY (182.693)
  - Quận Ulster (182.693)

Nhiều cư dân chia vùng đô thị này không chính thức thành 5 vùng rõ rệt, mỗi vùng có liên quan mật thiết với nhau nhưng tất cả đều có một góc độ định dạng độc lập:
- Vùng 5 quận (địa bàn của Thành phố New York)
- Long Island (nước xung quanh ngăn cách nó ra khỏi ba miền ngoại ô khác)
- Connecticut (Chỉ các quận Fairfield, New Haven và Litchfield là đô thị; bị ngăn cách bởi ranh giới tiểu bang)
- Thung lũng Hudson (các vùng ngoại ô Hạ Thung lũng Hudson của Westchester, Putnam và Rockland; và những khu ngoại ô Trung-Hudson của các quận Dutchess, Orange và Ulster)
- Bắc Jersey (Các vùng đô thị được tìm thấy trong tiểu bang New Jersey; bị chia cách bởi vùng nước và ranh giới tiểu bang với phần còn lại của vùng)

Tất cả năm vùng nói trên có thể được (và thường được) chia thành những phân vùng. Thí dụ, Long Island có thể được chia thành Bờ Nam và Bờ Bắc (thường khi nói về Quận Nassau), Tây Suffolk, và phần cuối phía Đông.
Ghi chú: Thung lũng Hudson và Connecticut đôi khi được gọp lại và được gọi là Các vùng ngoại ô miền bắc, phần lớn vì chúng cùng sử dụng chung Đường sắt Bắc-Đô thị.
Ghi chú: Sáu mươi ba phần trăm dân số (13.730.534) sống trong 43% vùng đất nằm ở phía đông Eo biển Ambrose/Narrows/Sông Hudson; Ba mươi bảy phần trăm dân số (8.128.296) sống trong 57% vùng đất nằm ở phía tây Eo biển Ambrose/Narrows/Sông Hudson.

## Các đô thị trong miền đô thị
Vùng thống kê kết hợp là một miền đô thị có nhiều trung tâm gồm có một số đô thị.
| Dân số Rank | Đô thị                | Tiểu bang  | Dân số 2000 |
| ----------- | --------------------- | ---------- | ----------- |
| 1           | New York—Newark       | NY--NJ--CT | 17.799.861  |
| 42          | Bridgeport—Stamford   | CT--NY     | 888.890     |
| 70          | New Haven             | CT         | 531.314     |
| 90          | Poughkeepsie—Newburgh | NY         | 351.982     |
| 122         | Trenton               | NJ         | 268.472     |
| 163         | Waterbury             | CT         | 189.026     |
| 190         | Danbury               | CT--NY     | 154.455     |
| 350         | Hightstown            | NJ         | 69.977      |
| 435         | Kingston              | NY         | 53.458      |

## Các thành phố chính
Sau đây là một danh sách các thành phố chính trong Vùng thống kê kết hợp New York-Newark-Bridgeport cùng với dân số ước tính năm 2005 từ Cục điều tra dân số Hoa Kỳ:
- New York-Bắc New Jersey-Long Island MSA
  - Thành phố New York (8.143.197)
  - Newark, New Jersey (280.666)
  - Edison, New Jersey (100.499)
  - White Plains, New York (56.733)
  - Union, New Jersey (55.326)
  - Wayne, New Jersey (55.150)
  - New Brunswick, New Jersey (50.143)
- Trenton-Ewing MSA
  - Trenton, New Jersey (84.639)
  - Ewing, New Jersey (37.237)
- Bridgeport-Stamford-Norwalk MSA
  - Bridgeport, Connecticut (139.008)
  - Stamford, Connecticut (120.045)
  - Norwalk, Connecticut (84.437)
  - Danbury, Connecticut (78.736)
  - Stratford, Connecticut (49.943)
- New Haven-Milford MSA
  - New Haven, Connecticut (124.791)
  - Milford, Connecticut (53.045)
- Poughkeepsie-Newburgh-Middletown MSA
  - Poughkeepsie, New York (30.355)
  - Newburgh, New York (28.548)
  - Middletown, New York (26.067)
- Vùng thống kê đô thị Kingston
  - Kingston, New York (23.067)
- Vùng tiểu đô thị Torrington
  - Torrington, Connecticut* (35.995)

*Trong khi gần như toàn thể Quận Litchfield có sự liên hệ gần gũi với vùng New York về mặt đáp xe ra vào hàng ngày thì chính thành phố Torrington lại có liên hệ gần gũi hơn với vùng Hartford

## Các đội thể thao
Danh sách các đội thể thao nhà nghề trong vùng đô thị New York
- Giải Bóng rổ nhà nghề Mỹ (NBA)
  - New York Knicks
  - New Jersey Nets
- Giải Bóng chày nhà nghề Mỹ (MLB)
  - New York Mets
  - New York Yankees
- Giải Bóng bầu dục nhà nghề Mỹ (NFL)
  - New York Jets
  - New York Giants
- Giải Khúc côn cầu nhà nghề Bắc Mỹ (NHL)
  - New York Rangers
  - New York Islanders
  - New Jersey Devils
- Giải Bóng đá nhà nghề Mỹ (MLS)
  - New York Red Bulls

## Giao thông

### Đường sắt đi lại trong vùng đô thị
Vùng đô thị một phần được định nghĩa theo những vùng mà từ đó người ta đáp xe hàng ngày ra vào trong thành phố. Thành phố New York được phục vụ bởi ba hệ thống đường sắt chính yếu đi lại trong vùng đô thị và cộng thêm hệ thống Amtrak.
Đường sắt Long Island, đường sắt đi lại trong vùng đô thị bận rộn nhất tại Hoa Kỳ, do Thẩm quyền Giao thông Đô thị điều hành. Thẩm quyền này là một cơ quan của Tiểu bang New York. Nó có hai nhà ga chính tại Trạm Pennsylvania ở Midtown Manhattan và Đường Flatbush ở Dưới phố Brooklyn cùng một nhà ga nhỏ ở Trạm Thành phố Long Island và một điểm trung chuyển chính tại trạm Jamaica ởQueens.
Đường sắt Metro-North (MNRR), đường sắt đi lại trong vùng đô thị bận rộn thứ nhì tại Hoa Kỳ, cũng do Thẩm quyền Giao thông Đô thị điều hành nhưng liên kết với Sở Giao thông Connecticut và Trung chuyển New Jersey. Các nhà ga chính của nó là Ga Grand Central. Xe điện trên Tuyến Cảng Jervis và Tuyến Thung lũng Pascack kết thúc tại Ga Hoboken; những người đáp xe hàng ngày đi làm có thể trung chuyển tại Ga đầu mối Secaucus dành cho các chuyến xe điện Trung chuyển New Jersey đến Trạm New York Pennsylvania.
Trung chuyển New Jersey (NJT), đường sắt đi lại trong vùng đô thị bận rộn thứ ba tại Hoa Kỳ tính theo dặm hành khách và cũng hạng ba tính theo tổng số chuyến khi các dịch vụ giao thông mua và điều hành trực tiếp đều tính vào (hạng tư nếu chỉ tính dịch vụ điều hành trực tiếp , do Trung chuyển New Jersey điều hành. Đây là một cơ quan của tiểu bang New Jersey cùng liên kết với Metro-North và Amtrak. Một bản đồ của hệ thống này có thể tìm thấy ở here Lưu trữ ngày 30 tháng 9 năm 2007 tại Wayback Machine. Nó có các nhà ga chính tại Trạm Pennsylvania ở Manhattan, Ga Hoboken ở Hoboken, và Trạm Pennsylvania ở Newark cùng với một điểm trung chuyển chính ở Ga đầu mối Secaucus. Trung chuyển New Jersey cũng còn điều hành một hệ thống đường sắt nhẹ tại Quận Hudson cùng như Đường sắt nhẹ Newark.
Hành lang Đông bắc của Amtrak phục vụ đến Philadelphia, New Haven, và các điểm khác giữa và bao gồm Boston và Washington, D.C.
Các trạm chính trong vùng đô thị là:
| Trạm                              | Đường sắt                              | Quận      | Loại               |
| --------------------------------- | -------------------------------------- | --------- | ------------------ |
| Trạm Pennsylvania (New York)      | LIRR, NJT, Amtrak                      | New York  | Ga và trung chuyển |
| Ga Grand Central                  | MNRR                                   | New York  | Ga                 |
| Trạm Pennsylvania (Newark)        | NJT, Amtrak                            | Essex     | Ga và trung chuyển |
| Ga Hoboken                        | NJT                                    | Hudson    | Ga                 |
| Ga Đại Tây Dương ở Đường Flatbush | LIRR                                   | Kings     | Ga                 |
| Đường Hunterspoint                | LIRR                                   | Queens    | Ga                 |
| Trạm Jamaica                      | LIRR                                   | Queens    | Ga và Trung chuyển |
| Ga đầu mối Secaucus               | NJT                                    | Hudson    | Trung chuyển       |
| Trạm Union New Haven              | MNRR, Amtrak, Bờ biển Đông Connecticut | New Haven | Ga và Trung chuyển |
| Trạm Trenton                      | NJT, Amtrak, SEPTA                     | Trenton   | Ga và Trung chuyển |

Bảng sau đây cho thấy tất cả các tuyến đường sắt được các công ty đường sắt nội thị điều hành tại Vùng đô thị New York. Trung chuyển New Jersey điều hành thêm một tuyến đường sắt tại vùng đô thị Philadelphia. (Được trình bày theo chiều ngược kim đồng hồ từ Đại Tây Dương): 
| Tuyến hay nhánh                                      | Đường sắt           | Quận                                                       |
| ---------------------------------------------------- | ------------------- | ---------------------------------------------------------- |
| Far Rockaway                                         | LIRR                | Queens, Nassau                                             |
| Long Beach                                           | LIRR                | Nassau                                                     |
| Montauk                                              | LIRR                | Suffolk                                                    |
| Babylon                                              | LIRR                | Nassau, Suffolk                                            |
| West Hempstead                                       | LIRR                | Queens, Nassau                                             |
| Hempstead                                            | LIRR                | Queens, Nassau                                             |
| Ronkonkoma (Tuyến chính)                             | LIRR                | Nassau, Suffolk                                            |
| Port Jefferson                                       | LIRR                | Nassau, Suffolk                                            |
| Oyster Bay                                           | LIRR                | Nassau                                                     |
| Cảng Washington                                      | LIRR                | Queens, Nassau                                             |
| New Haven                                            | MNRR, Tuyến bờ Đông | Westchester, Fairfield, New Haven                          |
| Harlem                                               | MNRR                | New York, Bronx, Westchester, Putnam, Dutchess             |
| Hudson                                               | MNRR                | Bronx, Westchester, Putnam, Dutchess                       |
| Thung lũng Pascack                                   | MNRR, NJT           | Hudson, Bergen, Passaic, Rockland, Orange                  |
| Cảng Jervis/Tuyến chính/Quận Bergen                  | MNRR, NJT           | Hudson, Bergen, Passaic, Rockland, Orange                  |
| Montclair-Boonton                                    | NJT                 | New York, Hudson, Essex, Passaic, Morris, Warren           |
| Morris & Essex (Morristown Line và Gladstone Branch) | NJT                 | New York, Hudson, Essex, Union, Morris, Somerset, Warren   |
| Thung lũng Raritan                                   | NJT                 | Hudson, Essex, Union, Middlesex, Somerset, Hunterdon       |
| Hành lang Đông Bắc và Nhánh Princeton                | NJT, Amtrak         | New York, Hudson, Essex, Union, Middlesex, Mercer          |
| Duyên hải Bắc Jersey                                 | NJT                 | New York, Hudson, Essex, Union, Middlesex, Monmouth, Ocean |

Ngoài ra, Thẩm quyền Cảng New York và New Jersey, một cơ quan của hai tiểu bang New York và New Jersey, điều hành hệ thống Thẩm quyền Cảng Liên-Hudson. dịch vụ giao thông đường sắt hạng nặng này phục vụ các quận New York, Hudson và Essex. Bản đồ có thể tìm tại đây here Lưu trữ ngày 22 tháng 8 năm 2006 tại Wayback Machine.

### Các xa lộ chính
Một số xa lộ cao tốc/xa lộ tốc hành phục vụ giao thông đi lại trong và ngoài Thành phố New York là:
- Xa lộ Liên tiểu bang 78
- Xa lộ Liên tiểu bang 80
- Xa lộ Liên tiểu bang 84
- Xa lộ Liên tiểu bang 87
- Xa lộ Liên tiểu bang 95
- Xa lộ Liên tiểu bang 287 — phục vụ như đường vành đai quanh Thành phố New York
- Xa lộ Liên tiểu bang 495 cũng còn được biết như Xa lộ tốc hành Long Island
- Xa lộ Liên tiểu bang 684
- Quốc lộ Hoa Kỳ 1
- Quốc lộ Hoa Kỳ 9
- Công viên lộ Tiểu bang Garden
- Công viên lộ Merritt
- Công viên lộ Tiểu bang Taconic
- Công viên lộ Sông Saw Mill
- Công viên lộ liên tiểu bang Palisades
- Công viên lộ Tiểu bang miền Bắc
- Công viên lộ Tiểu bang miền Nam
- Xa lộ thu phí New Jersey
- Công viên lộ Sông Hutchinson
- Công viên lộ Sông Bronx

### Xe buýt đi lại trong vùng đô thị
Trung chuyển New Jersey và một số công ty khác điều hành các chuyến xe đi lại trong Ga xe buýt Thẩm quyền Cảng tại Manhattan. Nhiều dịch vụ xe buýt khác có ở New Jersey. Các dịch vụ xe buýt cũng hoạt động trong các quận lân cận trong hai tiểu bang New York và Connecticut nhưng đa số kết thúc ở một ga xe điện ngầm hay trạm đường sắt.

### Các phi trường chính
Vùng đô thị có bốn phi trường chính phục vụ cũng như hai phi trường khổ trung.
| Phi trường                         | Mã số IATA | Mã số ICAO | Quận     | Tiểu bang  |
| ---------------------------------- | ---------- | ---------- | -------- | ---------- |
| Phi trường Quốc tế John F. Kennedy | JFK        | KJFK       | Queens   | New York   |
| Phi trường Quốc tế Tự do Newark    | EWR        | KEWR       | Essex    | New Jersey |
| Phi trường LaGuardia               | LGA        | KLGA       | Queens   | New York   |
| Phi trường Quốc tế Stewart         | SWF        | KSWF       | Quận Cam | New York   |

## Đa dạng sắc tộc
Từ khi được thành lập như thuộc địa buôn bán Tân Hà Lan, vùng đô thị này đã được ghi nhận là đa dạng sắc tộc. Bắt đầu vào cuối thế kỷ 19, Vùng New York được phân chia theo cấp độ lớn giữa các dân số người Ý, người Ái Nhĩ Lan, người Đức, và người Do Thái. người Ba Lan và Người Liban cũng đã thiết lập các cộng đồng nhỏ.
Nhờ vào các làn sóng di cư liên tiếp, bắt đầu từ thế kỷ 19 và tiếp tục cho đến ngày nay, sự đa dạng sắc tộc của vùng tiếp tục gia tăng. Các tiểu bang New York, New Jersey, và Connecticut đều được xếp trong số 10 tiểu bang di dân phát triển nhanh nhất tại Hoa Kỳ. Có một con số rất lớn các di dân mới đến từ khắp châu Mỹ Latinh, Đông Á và Caribbean hiện nay gọi vùng đô thị New York là nhà. Trong khi các khu dân cư sắc tộc nổi tiếng trong vùng không thể nào liệt kê ra hết thì cũng có nhiều khu dân cư với số lượng đông người Dominican, người Puerto Rico, người Colombia, người Mexico, người Hoa, người Phillipines, người Nga, người Triều Tiên, người Ấn Độ và người Pakistan cũng như các cộng đồng người ý, người Ái Nhĩ Lan, và người Ba Lan.
Vùng đô thị New York có đa dạng tôn giáo đi cùng theo ranh giới đa dạng sắc tộc.